# Anomala pardalina
Anomala pardalina är en skalbaggsart som beskrevs av Ohaus 1908. Anomala pardalina ingår i släktet Anomala och familjen Rutelidae. Inga underarter finns listade i Catalogue of Life.